# Усть-Большерецк
Усть-Большере́цк — село в Камчатском крае России, административный центр (с 1928 года) Усть-Большерецкого района. Образует Усть-Большерецкое сельское поселение.

## География

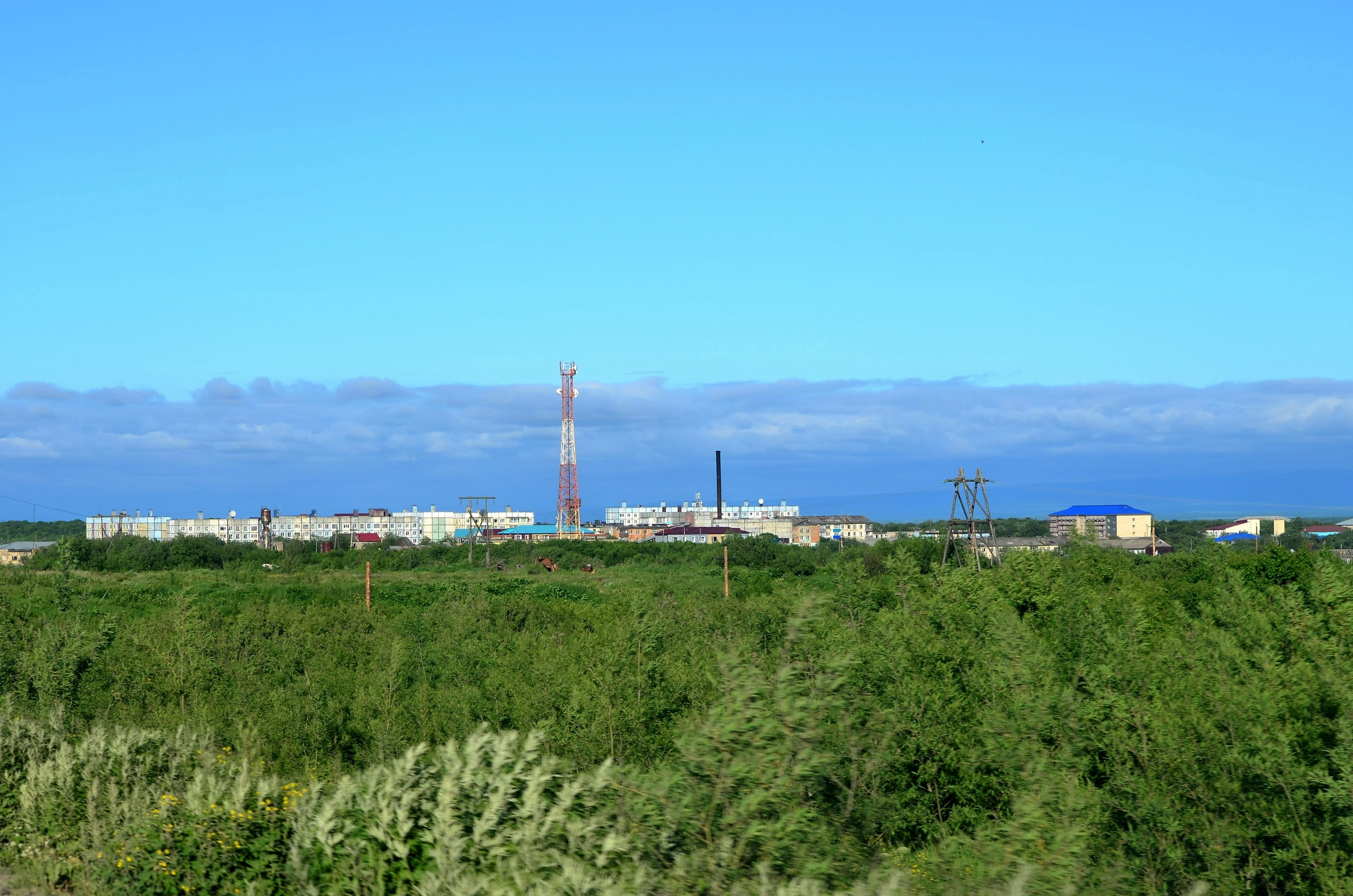
Село Усть-Большерецк. Камчатский край.

Расположено на берегу реки Амчагача, притоке реки Большой. Находится на западном побережье полуострова в 12 километрах от Охотского моря и на расстоянии 219 км к юго-западу от Петропавловска-Камчатского.
Климат
Климат в Усть-Большерецке морской, для которого характерна продолжительная зима и прохладное, влажное, короткое лето, высокая влажность воздуха, облачность.

## История
Село возникло в месте, называемом Хайкова Падь, возле впадения ручья Хайковский в реку Амчагачу. В 1910 году вдоль проложенной просёлочной дороги началось строительство радиотелеграфной линии, а в 1911 году здесь была построена почтово-телеграфная станция и несколько домов для техников-смотрителей линии и службы промыслового надзора западного побережья. В 1932 году запущена районная газета «Ударник». В 1972 году открыта грунтовая дорога Петропавловск-Усть-Большерецк. В 1953 году планировалось начать строительство железной дороги между этими населёнными пунктами, но после смерти И.В. Сталина эти планы были отменены 21 марта 1953 года. Две формировавшиеся военные дорожно-строительные дивизии были распущены.

## Усть-Большерецкое сельское поселение
Статус и границы сельского поселения установлены Законом Камчатской области от 22 октября 2004 года № 227 «Об установлении границ муниципальных образований, расположенных на территории Усть-Большерецкого района Камчатской области, и о наделении их статусом муниципального района, городского, сельского поселения».

## Население
| 1926  | 1939  | 1959  | 1970  | 1979  | 1989  | 2002  |
| ----- | ----- | ----- | ----- | ----- | ----- | ----- |
| 235   | ↗2477 | ↘1799 | ↘1682 | ↗2137 | ↗3075 | ↘2277 |
| 2010  | 2012  | 2013  | 2014  | 2015  | 2016  | 2017  |
| ↘2116 | ↘2081 | ↘2060 | ↘2047 | ↘1998 | ↘1920 | ↘1873 |
| 2018  | 2019  | 2020  | 2021  | 2023  |       |       |
| ↘1821 | ↘1759 | ↘1742 | ↘1463 | ↘1450 |       |       |

## Культура
Краеведческий музей.

## СМИ
Районная газета «Ударник». Первый номер вышел в 1932 году. В то время называлась «Ударник промыслов», с 1935 года — «Ударник Большерецка», с 1937 — «Ударник». В 1998 году газета перестала выходить. В 2002 году её выпуск возобновился.